# Mari Pili
Mari Pili es una canción del grupo de pop español Ejecutivos Agresivos, publicada en 1980.

## Descripción
Se trata de uno de los temas más recordados del movimiento cultural que se dio en llamar Movida madrileña. La letra habla de temas intrascendentes en los que el narrador comparte playa, sol y arena con una chica llamada Mari Pili. Con todos esos componentes, que compendian el concepto de canción del verano, el tema se alzó con ese calificativo en 1980. Sin embargo, el los autores no buscaban sino parodiar precisamente ese género desde el humor, con participios en los que se elude la letra "d" (umbao por tumbado; lao por lado) y el colofón de la canción cuando el narrador suplica a su pareja que no le excite, por el dolor que le genera en el cuerpo que se ha quemao.
Los autores encuadran su creación en el género reggae/pachanga y con posterioridad se ha querido identificar como uno de las primeras muestras de género ska en idioma español. En otras instancias se ha descrito como un reggae dominado por el sonido del bajo, con guitarras que recuerdan a las canciones surf, percusiones de aire caribeño y coros que remiten directamente a esas canciones que, hasta ahora mismo, nacen cada verano.